# Eritrichium laxum
Eritrichium laxum är en strävbladig växtart som beskrevs av Ivan Murray Johnston. Eritrichium laxum ingår i släktet Eritrichium och familjen strävbladiga växter. Inga underarter finns listade i Catalogue of Life.